# Saint-Gengoulph
Saint-Gengoulph è un comune francese di 153 abitanti situato nel dipartimento dell'Aisne della regione dell'Alta Francia.

## Società

### Evoluzione demografica
Abitanti censiti